# Licania sparsipilis
Licania sparsipilis är en tvåhjärtbladig växtart som beskrevs av Sidney Fay Blake. Licania sparsipilis ingår i släktet Licania och familjen Chrysobalanaceae. Inga underarter finns listade i Catalogue of Life.